# بوسبريفير
بوسبريفير (بالإنجليزية: Boceprevir)‏ هو مثبط للبروتياز يستخدم لعلاج التهاب الكبد الناجم عن النمط الجيني 1 لفيروس التهاب الكبد C. 
تم تطويره في البداية بواسطة شيرينغ بلاو، ثم بواسطة ميرك بعد أن استحوذت على شيرينغ في عام 2009. تمت الموافقة عليه من قبل إدارة الغذاء والدواء في مايو 2011. في يناير 2015، أعلنت شركة ميرك أنها ستسحب بوسبريفير طواعية من السوق بسبب التفوق الساحق للعوامل المضادة للفيروسات الجديدة ذات المفعول المباشر، مثل ليديباسفير/سوفوسبوفير.